# Rafael Mozo Muelas
Rafael Mozo Muelas (Arcos de la Sierra, Cuenca, 19 de julio de 1951) es un magistrado jubilado español. Fue presidente del Consejo General del Poder Judicial, de manera interina, desde el 13 de octubre de 2022 hasta el 19 de julio de 2023.

## Biografía
Magistrado de la Sala de lo Penal de la Audiencia Nacional desde julio de 2018, hasta entonces y desde 1998, prestó servicio a la Audiencia Provincial de Madrid. Ingresó en la carrera judicial en 1985 y estuvo destinado en Sant Feliu de Guíxols, Sepúlveda, Leganés y Madrid . Es miembro de la asociación Juezas y jueces para la Democracia .
Fue nombrado vocal del Consejo General del Poder Judicial en 2013 a propuesta del Partido Socialista. El 13 de octubre de 2022 Mozo fue elegido por sus compañeros para encabezar el Consejo por ser el consejero de mayor edad. Lo hizo de forma temporal, sustituyendo al anterior titular Carlos Lesmes Serrano, a la espera de que las Cortes Generales llevaran a cabo la renovación del órgano constitucional.
Tras alcanzar la edad máxima legal para ejercer como magistrado, Mozo se jubiló el 19 de julio de 2023, día de su 72 cumpleaños, dejando de ser, asimismo, presidente interino del CGPJ.